# Nockebybron
Nockebybron är en svängbro i Mälaren, mellan Kärsön i Ekerö kommun och Nockeby i Bromma, Stockholm.

## Brofakta
Nockebybron är 450 meter lång, fri bredd är 24 meter och segelfri höjd vid stängd bro är 12,5 meter. Den 80 meter långa mittsektionen vilar på ett runt brofundament och är svängbar till 90 grader. Brons mitt bildar gränsen mellan Stockholms kommun och Ekerö kommun. Mot nordost ansluter Drottningholmsvägen och mot sydväst  Drottningholmsbron och Ekerövägen.

## Historia
Redan på 1700-talet fanns en bro över Nockebysundet. Det var Gustav III som lät bygga föregångarna till Tranebergsbron, Drottningholmsbron och Nockebybron efter arkitekt Carl Fredrik Adelcrantz ritningar, alla tre broar invigdes 1787. Brovaktaren för Nockebybron bodde i Brostugan som uppfördes samtidigt med bron. Brostugan är sedan 1931 en restaurang.
I mitten av 1800-talet var man tvungen att ersätta bron med en flottbro. I Nockebysundet byggde man ut en cirka 200 meter lång brobank från Kärsön. Flottbron kom därmed att bli ungefär hälften så lång som sin föregångare. År 1926 byggdes en ny bro över sundet, som invigdes 22 december samma år och då hade kostat 550 000 kronor att anlägga. På vårvintern kunde ett bilmöte te sig problematiskt och under många år betraktades bron som ett av Storstockholms problembarn. Bron användes ända fram till 1965, då en provisorisk bro byggdes i avvaktan på att nya Nockebybron skulle bli färdig; den invigdes 1973 samtidigt med Drottningholmsbron. 
För att styra och övervaka brons maskineri anordnades ett manövertorn som är bemannat mellan 1 maj och 15 oktober. Härifrån fjärrstyrs även Tappströmsbron. Broöppning sker vid behov, från klockan 6 på morgonen till 22 på kvällen, varje heltimme i Nockeby och varje halvtimme i Tappström. Under rusningstrafik på vardagsmorgnar och eftermiddagar är bron helt stängd för fartygstrafik och under vinterhalvåret får båtarna ringa och beställa öppning.

## Nockebybron bilder

Historiska bilder
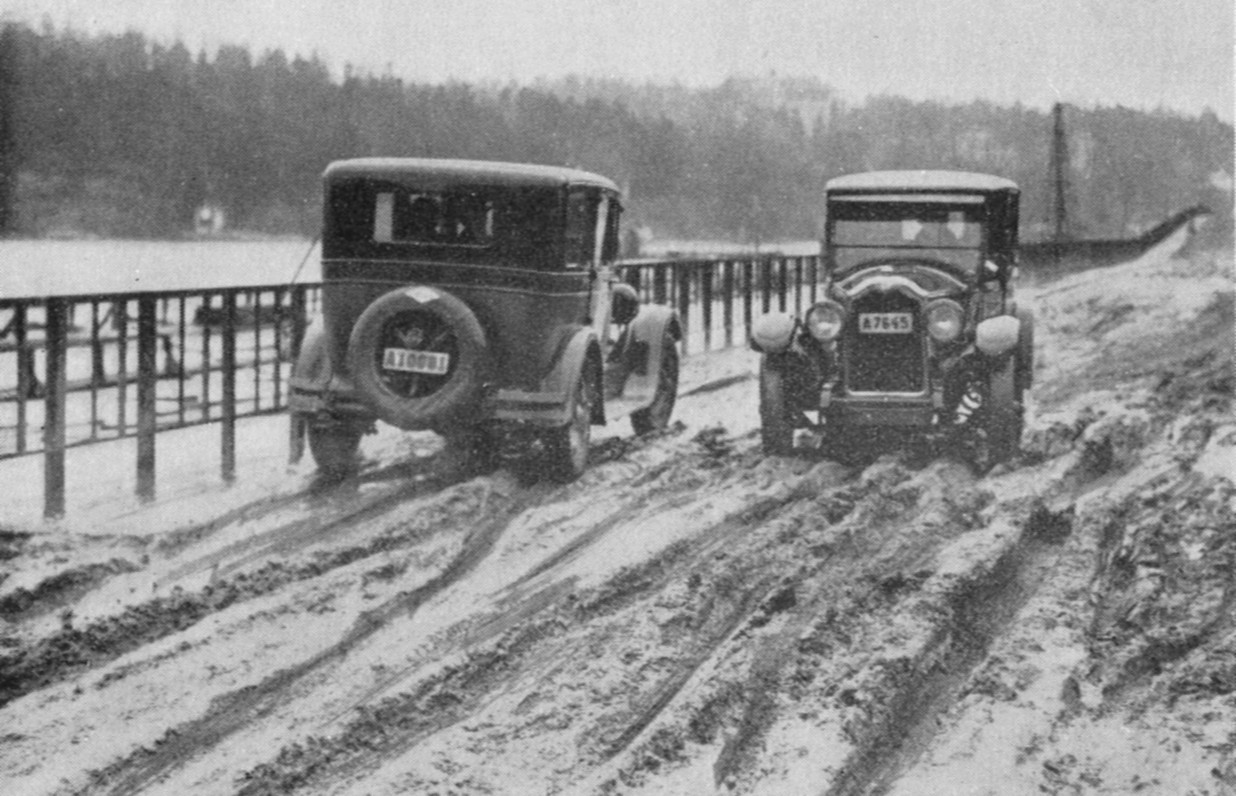
Bilmöte på gamla Nockebybron 1920-tal.
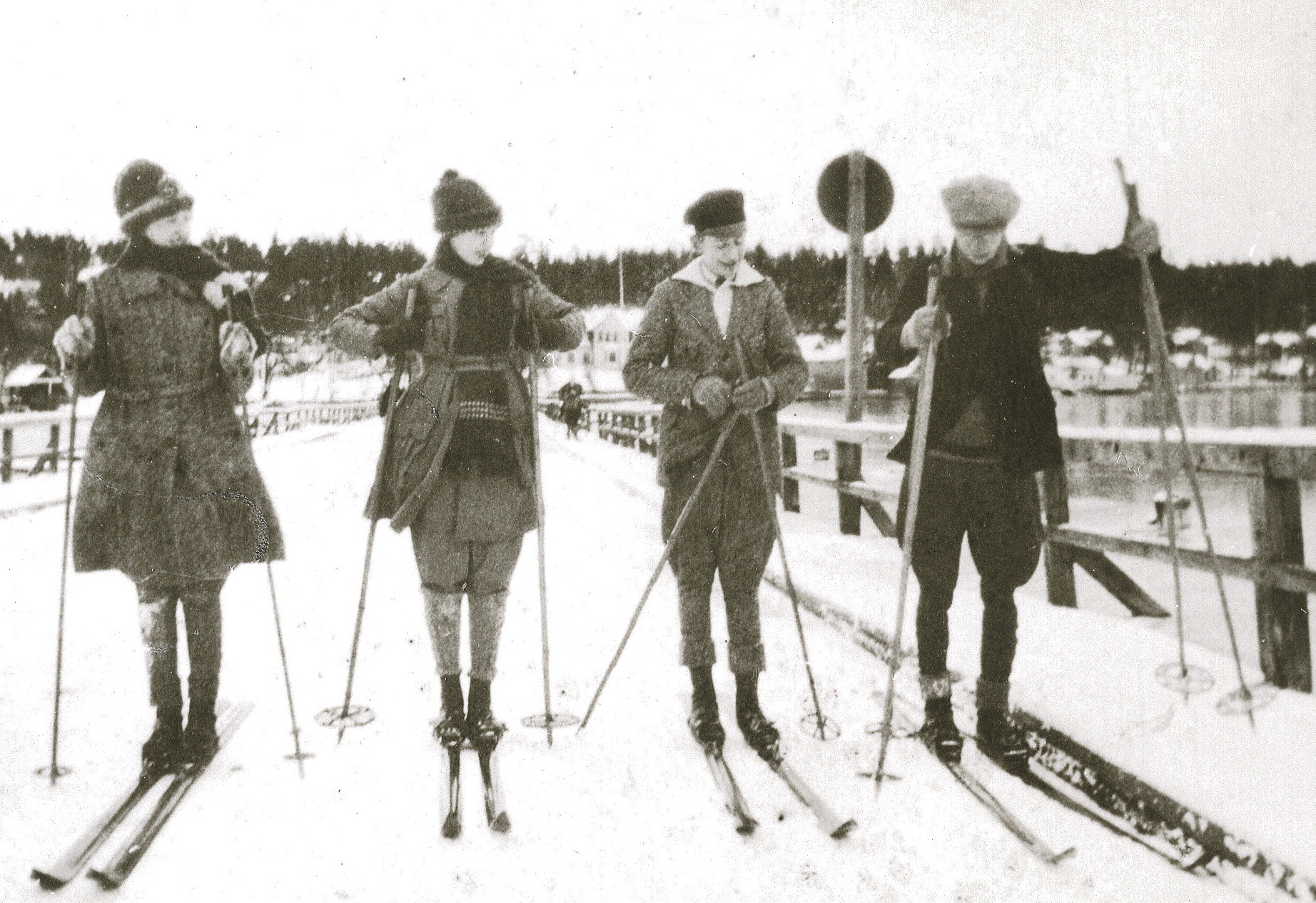
Skidåkning på Nockebybron, vinter 1920.
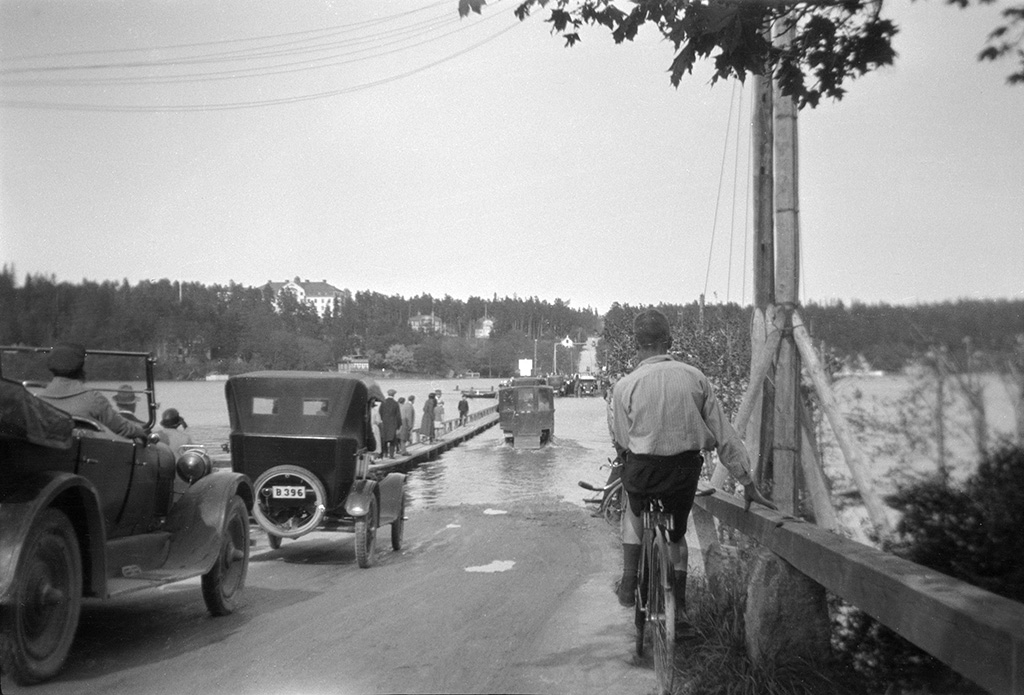
Översvämning på Nockebybron 1923.
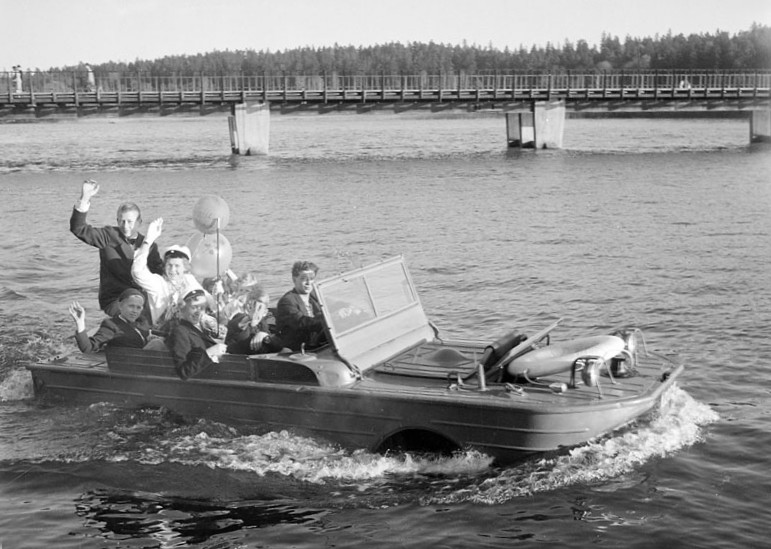
Gamla Nockebybron och amfibiebil 1950.

Nutida bilder
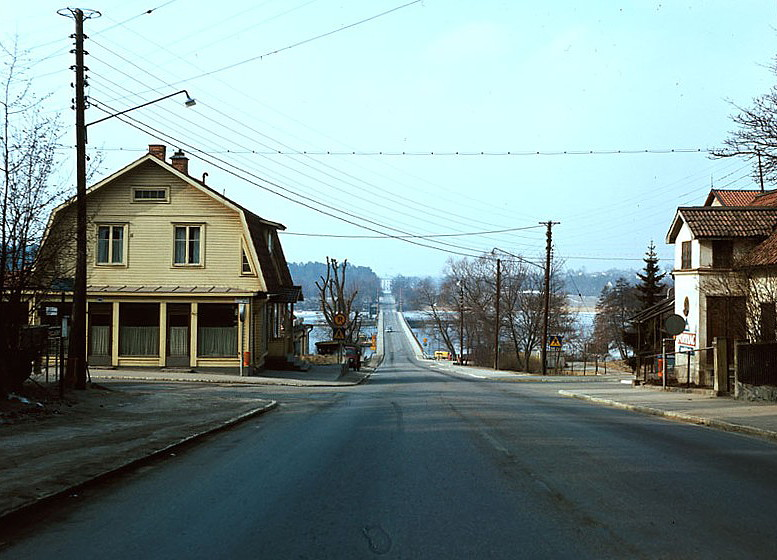
Gamla Nockebybron, våren 1964. Vy mot Kärsön.
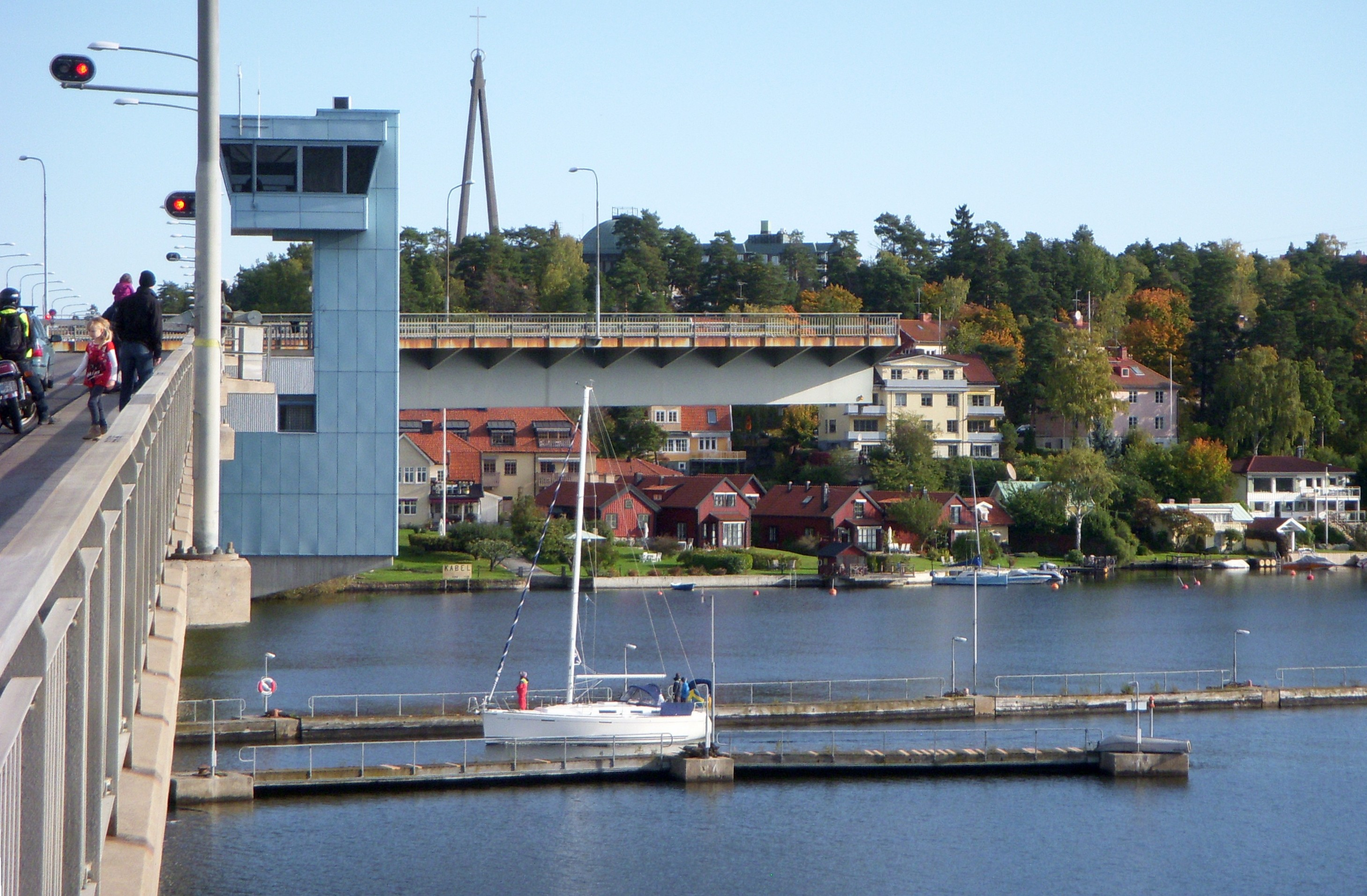
Brons manövertorn med mittsektion i öppet läge, 2011.
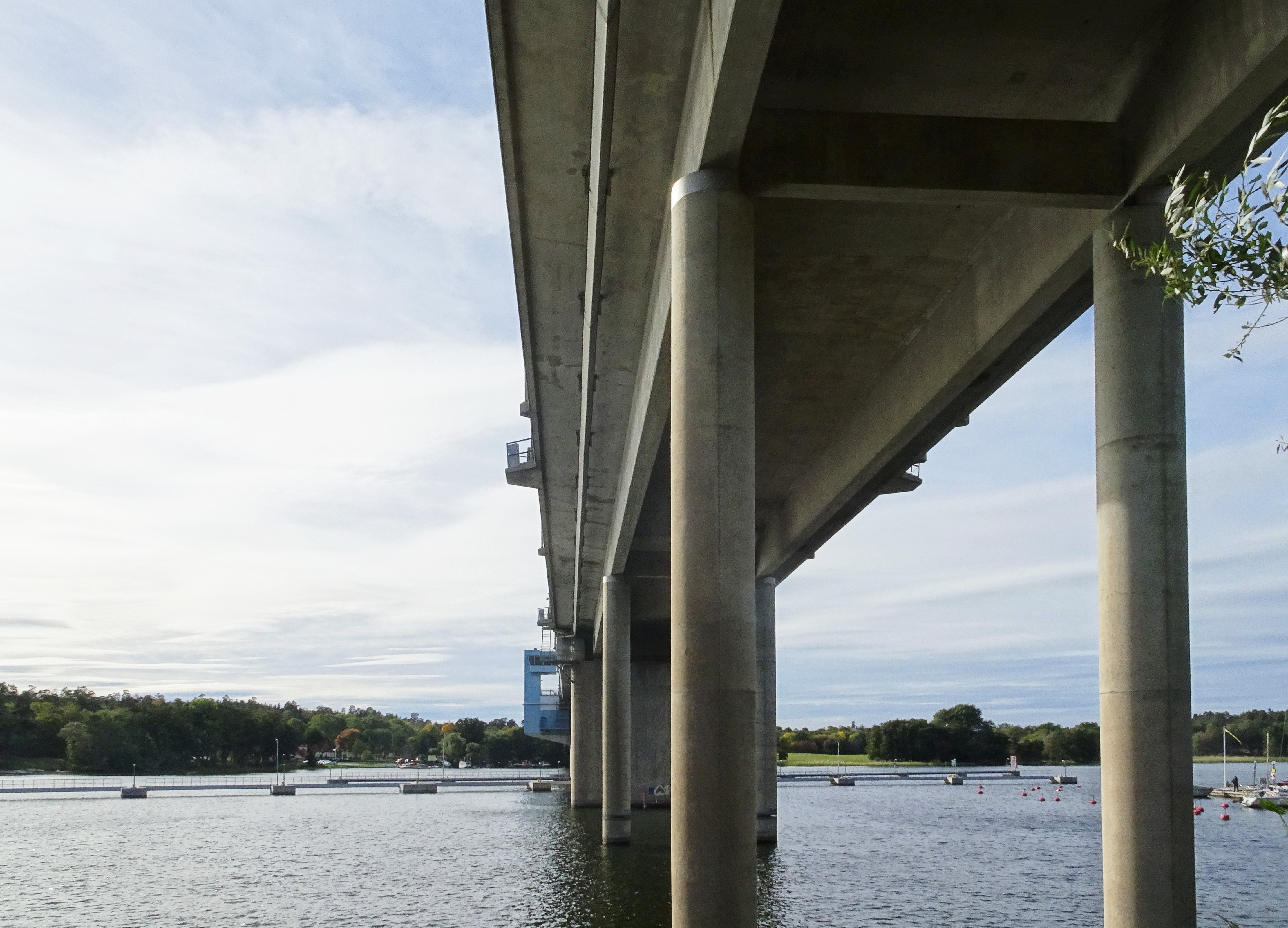
Brons undersida, vy mot Drottningholm, 2018.
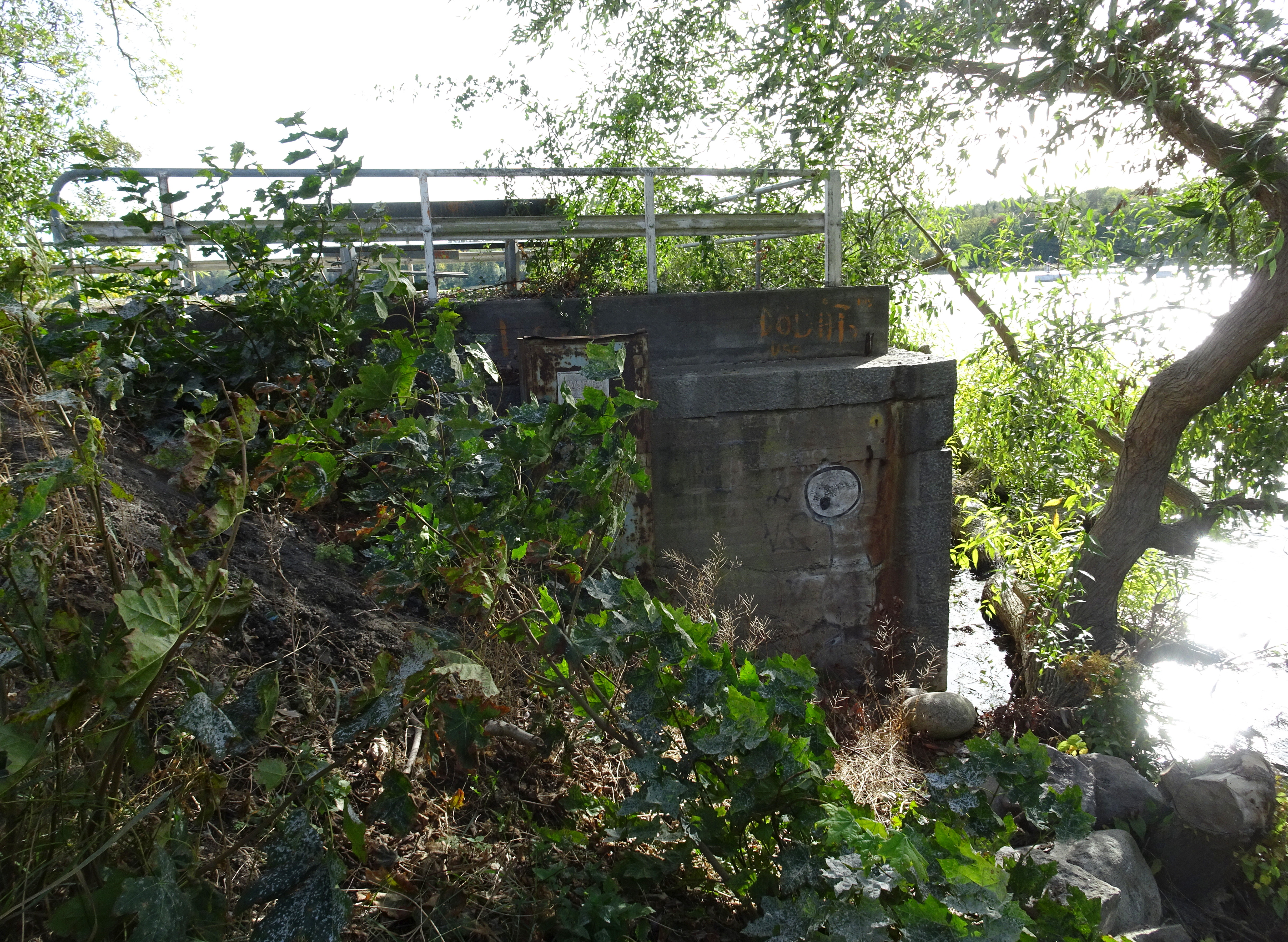
Gamla Nockebybrons brofäste på Brommasidan.

## Vattenskyddsåtgärder
2012 byggdes en reningsdamm vid brons fäste på Kärsön. Rännor installerades längs brons västra del som transporterar dagvatten till reningsdammen där vattnet renas genom sedimentering innan det släpps ut i Mälaren. Reningssystemet ska klara av daglig förorening samt olycksfall, exempelvis om en tankbil med miljöfarlig last skulle välta. Utsläppet leds då ner i dammen, som sedan töms av Räddningstjänsten.
2015 fortsatte arbetet med upphängning av rännor även på brons östra sida, mot Nockeby.